# Polina Jerebtsova
Polina Víktorovna Jerebtsova, rus: Поли́на Ви́кторовна Жеребцо́ва, nascuda el 20 de març de 1985, a Grozni, ASSR de Txetxènia-Ingúixia (URSS), és una poeta i escriptora russa, nacionalitzada finlandesa, autora del Diari de Polina, que ha estat traduït a nombroses llengües europees.
El 2013, Polina Jerebtsova va obtenir asil polític a Finlàndia i el 2017 va obtenir-ne la nacionalitat. Compromesa amb la defensa dels drets humans, milita en pro de l'alliberament de Borís Stomakhin. El 2012 fou finalista del Premi Andrei Sàkharov («El periodisme en tant que acte de consciència»).

## Biografia
Polina Jerebtsova va néixer en una família multicultural al territori de la República Socialista Soviètica Autònoma de Txetxènia-Ingúixia, a la vila de Grozni. Va créixer en un ambient cultivat, on la Torà, la Bíblia i l'Alcorà figuraven a les prestatgeries de la rica biblioteca familiar. Estudià de ben jove religions, història i filosofia.
A la Primera guerra de Txetxènia, que comença el 1994, el seu avi matern va morir en un bombardeig. Va ser en aquest moment quan ella, que llavors tenia nou anys, va començar seriosament a anotar en el seu diari els esdeveniments que se succeïen al voltant seu. Hi consigna els seus estats d'ànim i explica la seva vida quotidiana, esquitxada d'anècdotes sobre els seus veïns i amics. És testimoni, entre d'altres, de la tensió creixent entre russos i txetxens, i explica que és el blanc dels insults dels seus companys d'escola, pel fet que el seu patronímic sona rus.
Polina té 14 anys el 1999, quan s'inicia la Segona guerra de Txetxènia. Mentre ajuda a la seva mare a vendre diaris al centre de Grozni, un coet s'abat sobre el mercat central, mata nombrosos civils i la fereix en una cama. Malgrat la intensificació
dels trets i dels bombardeigs sobre Grozni, la ferida de Polina i els problemes cardíacs de la mare les empenyen a fugir. Presoneres de llur barri, han de fer front a la fam i la destrucció durant tota la durada del conflicte.
Al febrer del 2000, cinc mesos després d'haver estat ferida, Polina per fi és operada i veu com li retiren les restes més grans de l'obús que tenia a la cama.
Malgrat una escolaritat interrompuda i nombrosos canvis de col·legi, tots successivament destruïts pels bombardejos, Polina entra a l'Institut pedagògic txetxè el 2002, a l'edat de 17 anys. El 2004 obté el diploma de periodista.
Des del 2003, col·labora amb diferents mitjans de comunicació i publica articles en nombroses publicacions periòdiques.
El 2005, Polina s'instal·la a Stàvropol. Allà, entra a la universitat estatal i obtindrà el diploma de psicologia general el 2010.
El 2006, és guardonada amb el premi literari Janusz Korczak. El mateix any, escriu a Aleksandr Soljenitsin per demanar-li que l'ajudi a publicar el seu diari. La Fundació Soljenitsin l'ajuda a marxar a Moscou, on prossegueix les seves col·laboracions amb diversos diaris.

## El diari de Polina

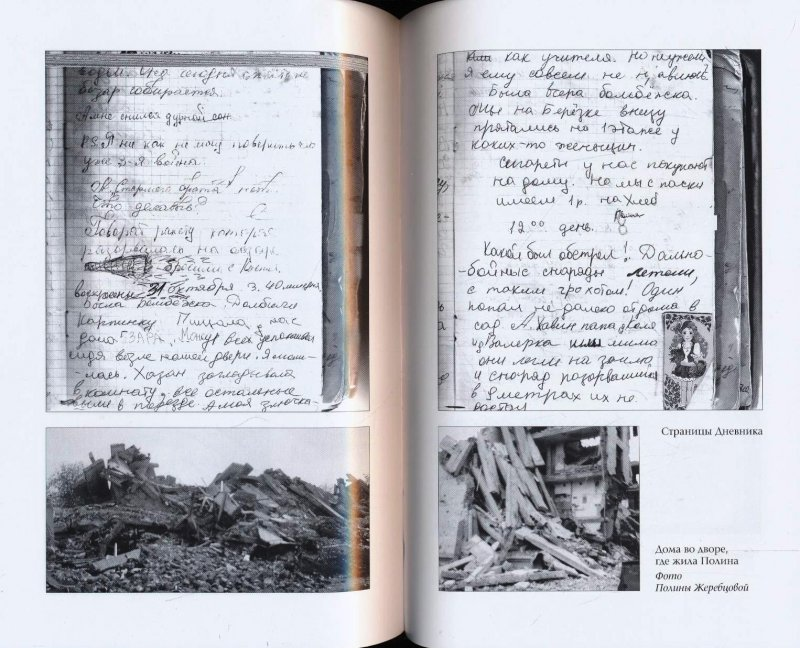
El diari de Polina

La història comença al principi de la Segona guerra de Txetxènia el 1999. Polina Jerebtsova té llavors 14 anys i viu a Grozni amb la seva mare. Durant tres anys, l'adolescent ho anota tot. Dia rere dia, ella descriu la seva vida diària, la progressiva destrucció de la ciutat i del seu apartament, la fam, l'evolució de les relacions entre els veïns, la por, els bombardejos. En el seu diari també confia les seves esperances, dubtes, i esquitxa els seus escrits amb diversos poemes. La seva ambició és ja demostrar l'absurd d'una guerra que enfronta els habitants d'un mateix país. També insisteix que abans de la primera guerra de 1994, russos i txetxens vivien en harmonia.
Del 2006 al 2010, apareixien diversos extractes del seu diari a la premsa en línia, a Rússia i a l'estranger. El 2011, aconsegueix fer publicar la part del seu diari que s'ocupa del període de la Segona guerra de Txetxènia (1999-2002) a les edicions Detectiv Press.

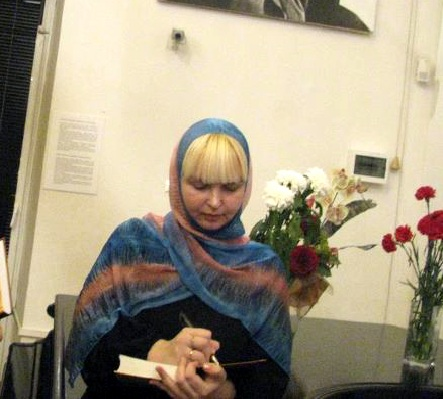
Polina Jerebtsova, Moscou, 2011

Polina Jerebtsova ha escrit un «Informe sobre els crims de guerra sobre el territori de la República de Txetxènia (1994-2004)» · 
Els crítics posen el llibre de Jerebtsova al mateix nivell que el diari d'Anne Frank, que va fer anotacions durant la Segona Guerra Mundial, Zlata Filipović, amb el diari que parla de la Guerra de Bòsnia, Tatiana Sàvitxeva quant al setge de Leningrad i els relats de Varlam Xalàmov, reconeixent que no és només una font primària d'alta qualitat, sinó també un document psicològic.

## Publicacions
- Дневник Жеребцовой Полины ("Diari de Polina Jerebtsova"), Detektiv-Press, 2011, ISBN 978-5-89935-101-3.
- Муравей в стеклянной банке. Чеченские дневники 1994-2004 ("La formiga en un pot de vidre. Diari de Txetxènia 1994-2004"), Corpus, 2014. ISBN 978-5-17-083653-6.
- Тонкая серебристая нить (рассказы) ("Fil fi de plata (històries)"), AST 2015. ISBN 978-5-17-092586-5.
- Ослиная порода (автобиографическая повесть) ("Raça de ruc (novel·la autobiogràfica")) — Vrémia 2017. — 352 pàg. ISBN 978-5-9691-1536-1.
- 45 parallel (novel), Ukraine, 2017 ISBN 978-966-03-7925-1.

## Premis literaris
- Premi Janusz Korczak per un extracte del seu diari publicat sota el títol Baptisme - 2006
- Premi Janusz Korczak per la història Petit àngel - 2006
- Polina Jerebtsova fou finalista del premi Andrei Sàkharov "Periodisme en tant que acte de consciència" el 2012
- Premi Ernest Hemingway 2017